# Cercobrachys winnebago
Cercobrachys winnebago är en dagsländeart som beskrevs av Sun och Mccafferty 2008. Cercobrachys winnebago ingår i släktet Cercobrachys och familjen slamdagsländor. Inga underarter finns listade i Catalogue of Life.